# Resolució 763 del Consell de Seguretat de les Nacions Unides
La Resolució 763 del Consell de Seguretat de les Nacions Unides, aprovada el 6 de juliol de 1992 després d'examinar l'aplicació de Geòrgia per a ser membre de les Nacions Unides, el Consell va recomanar a l'Assemblea general que Geòrgia fos admesa. La recomanació es va produir enmig de la Dissolució de Iugoslàvia.